# الحاجز الرحمي
الحاجز الرحمي هو شكل من أشكال التشوه الخلقي حيث يتم تقسيم تجويف الرحم بواسطة حاجز طولي. قد يشمل القسم الشبيه بالندفين فقط الجزء العلوي من التجويف الذي يؤدي إلى وجود حفرة غير مكتملة أو رحم مقسوم كليًا، أو بشكل أقل تواترًا الطول الكلي للتجويف وعنق الرحم مما يؤدي إلى عنق الرحم المزدوج. كما يمكن أن ينتشر الحاجز إلى المهبل مما يؤدي إلى «المهبل المزدوج».

## العلامات والأعراض
قد لا تكون الحالة معروفة للفرد المصاب ولا تؤدي إلى أي مشاكل في الإنجاب. وبالتالي قد تحدث حالات حمل طبيعية. ومع ذلك، فإنه يرتبط مع ارتفاع خطر الإجهاض التلقائي، والولادة المبكرة، والجيء. وفقًا للدراسة الكلاسيكية التي كتبها بوترام هناك خطر 60٪ من الإجهاض التلقائي، وهذا يحدث بصورة أكثر شيوعًا في حالات الحمل الثانية مما كانت عليه في الأشهر الثلاثة الأولى. ومع ذلك، لا يوجد اتفاق على هذا العدد، وتشير دراسات أخرى إلى انخفاض المخاطر. وجد ولفر أن خطر الإجهاض يكون أكثر وضوحا في الأشهر الثلاثة الأولى.
ترتبط تلك الحالة أيضًا مع تشوهات النظام الكلوي. وعلاوةً على ذلك، تم ربط تشوهات الهيكل العظمي لهذه الحالة.

## الأسباب
يتم تشكيل الرحم أثناء التخلق المضغي عن طريق الانصهار قنوات مولريان الاثنين. خلال هذا الانصهار يلغي التقسيم بين القناتين مما يخلق تجويفًا واحدًا. تبدأ هذه العملية من أسفل إلى أعلى، وبالتالي فإن الحاجز الرحمي يمثل في المرحلة النهائية عملية امتصاص غير مكتملة.

## التشخيص
قد يكشف فحص الحوض عن المهبل المزدوج أو عنق الرحم المزدوج الذي ينبغي إجراء مزيد من التحقيق ويمكن أن يؤدي إلى اكتشاف الحاجز الرحمي. في معظم المرضى، ومع ذلك، فإن فحص الحوض أمر طبيعي. وعادة ما تحفز الفحوصات على أساس مشاكل الإنجاب.
توجد بعض التقنيات الأخر المفيدة لتصوير هيكل الرحم مثل الموجات فوق الصوتية عبر المهبل وتخطيط الصدى النسائي، وتصوير الرحم بالصبغة، والتصوير بالرنين المغناطيسي، وتنظير الرحم. في الآونة الأخيرة تم استخدام الموجات فوق الصوتية ثلاثية الأبعاد كطريقة غير غازية ممتازة لتشخيص الحالة.
قبل التصوير الحديث باستخدام تصوير الرحم بالصبغة، كان يستخدم للمساعدة في تشخيص الحاجز الرحمي، ومع ذلك، قد يكون للرحم ثنائي القرن صورة مماثلة. وهناك نوع هام من الحاجز الرحم هو النوع المختلط الذي قد يشخص خطأ على أنه الرحم ثنائي القرن عند النظر إليه من خلال تنظير البطن. كان البروفيسور السمان من مصر كان أول من وصف هذا الشذوذ وحذر أطباء أمراض النساء من هذا التشخيص المشترك، كلما كان هناك انخفاض في قاع الرحم أثناء تنظير البطن. يُعالج الرحم المختلط باستئصال الرحم باستخدام المنظار.

## التشخيص التفريقي
التشخيص التفريقي الرئيسي هوالرحم المقوسة. وعدم التوصل إلى اتفاق لفصل هذين الكيانين يجعل من الصعب تقييم النتائج في المؤلفات الطبية.كام يلزم التفرقة بين الحاجز الرحمي والرحم ذو القرنين.

## العلاج
يمكن استئصال الحاجز الرحمي جراحيًا. بينما يظل إستئصال الحاجز باستخدام المنظار هو الأسلوب المفضل، والتدخل هو بسيط نسبيًا وآمنًأ في أيدي ذوي الخبرة. تم وصف إزالة الحاجز الرحمي باستخدم المقص البارد كتقنية للتغلب على النحديات التي تظهر أثناء استخدام المنظار مثل التداخل مع التصوير السليم أو انتفاخ الرحم.
لا يعتبر من الضروري إزالة الحاجز الذي لم يسبب مشاكل، وخاصةً في النساء الذين لا يفكرون في الحمل. هناك جدل كبير حول ما إذا كان ينبغي إزالة الحاجز وقائيًا للحد من خطر فقدان الحمل قبل الحمل أو علاج العقم.

## إحصاءات المرض
وتستند معظم الدراسات لتشوهات الرحم على السكان من النساء الذين عانوا من الإجهاض التلقائي وبالتالي لا تعالج مسألة الانتشار في عامة السكان. أوضحت دراسة أجرها ولفر وآخرون. على النساء دون تاريخ مشاكل الإنجاب أن حوالي 5٪ من النساء ذوات الرحم المقوسة كان الرحم ذو نتوء في تجيف القاع وكان الرحم ذا زاوية قمية أكثر من 90 درجة. وبناءًأ على ذلك، اعتبر الرحم المقوسة الشذوذ الرحمي الأكثر شيوًعا، يليه الحاجز الرحمي (3٪) والرحم ثنائي القرن (0.5٪).

## روابط خارجية
- Image gallery